# Panjewagen

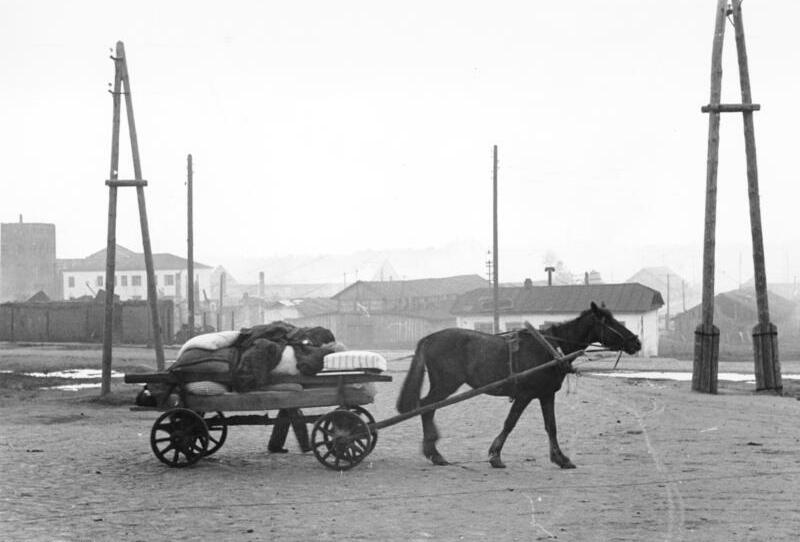
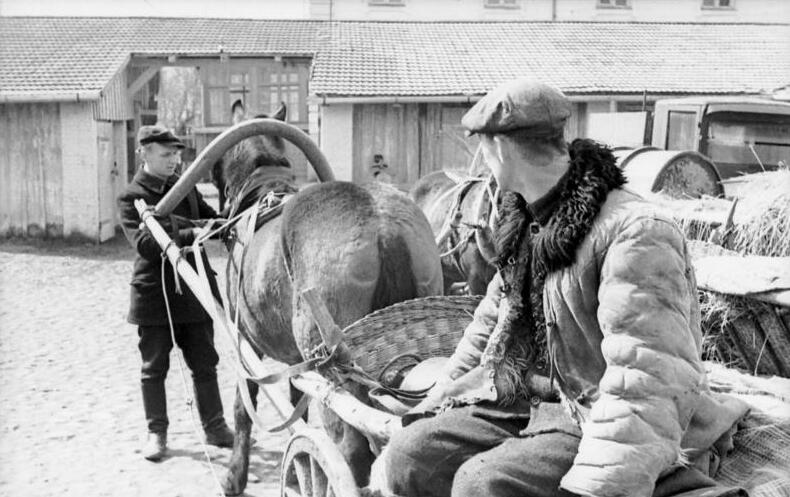
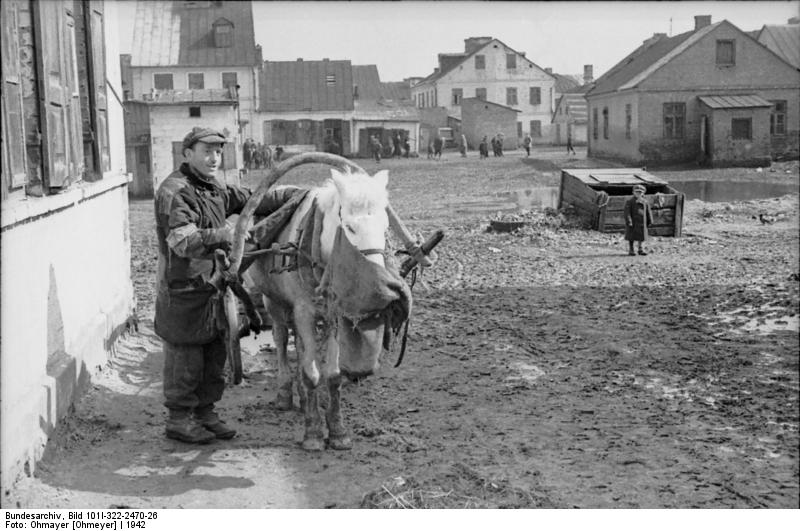

Der Panjewagen (Panje = ‚Herrchen‘, abgeleitet von pan = ‚Herr‘) fand vor allem in der Landwirtschaft in Osteuropa Verwendung. Es war in der Regel ein kleinrahmiger zweiachsiger Bockwagen, der einspännig von einem Panjepferd gezogen wurde.

„Das Wort heißt eigentlich ‚Herr‘ und war von unseren Soldaten von den Bauern übernommen worden. Immer wenn sie verwundet waren, oder sich ergeben wollten, riefen sie wehklagend oder winselnd: ‚Panje, Panje!‘ Und das Wort ging dann auf die ganze Bevölkerung über. Nicht nur der russische Soldat wurde ‚Russki‘ oder ‚Panje‘ genannt – (z. B. ‚gestern wollte der Panje angreifen‘) auch alles, was damit zusammenhing, wurde so getauft. Also Panjehäuser, Panjepferde, Panjewagen, Panjekinder, Panjemädchen und so weiter.“

Neben dem Panjewagen gab es auch noch den Panjeschlitten.